# Rescue-cd
Een rescue-cd is een live-cd die gebruikt wordt om computers te repareren of herstellen. Doorgaans gaat het over een Linuxdistributie die met verschillende gereedschappen geleverd wordt waarmee reparaties aan de bootloader en het geïnstalleerde Linux- of Unix-systeem kunnen gedaan worden.

## Voorbeelden
- Knoppix
- SystemRescueCd